# Elección para gobernador de Oregón de 2022
La elección para gobernador de Oregón de 2022 se realizó el 8 de noviembre. La gobernadora demócrata titular Kate Brown estuvo inhabilitada para postularse a la reelección debido a los límites de mandato.
Las elecciones primarias se realizaron el 17 de mayo de 2022.

## Primaria demócrata
The Oregonian anticipó que la elección tendría "la primera primaria demócrata competitiva en más de una década y potencialmente la carrera más reñida desde 2002". Willamette Week anticipó un "amplio campo abierto de demócratas" y señaló la falta de un titular.

### Candidatos declarados
- David Beem.[4]
- Julian Bell.[5]
- Wilson Bright.[6]
- George Carrillo.[7]
- Michael Cross.
- Ifeanyichukwu C. Diru.
- Peter W. Hall.
- Tina Kotek.[8]
- Keisha Lanell Merchant.
- Tobias Read.[9]
- Patrick Starnes.[10]
- David Stauffer.
- John Sweeney.
- Michael Trimble.[11][12]
- Genevieve H. Wilson.

### Resultados
| Candidatos                        | Votos   | %    |
| --------------------------------- | ------- | ---- |
|                                   | Votos   | %    |
| Tina Kotek                        | 275,301 | 56,0 |
| Tobias Read                       | 156,017 | 31,8 |
| Patrick E. Starnes                | 10,524  | 2,2  |
| George L. Carrillo                | 9,365   | 1,9  |
| Michael Trimble                   | 5,000   | 1,0  |
| John Sweeney                      | 4,193   | 0,9  |
| Julian Bell                       | 3,926   | 0,8  |
| Wilson R. Bright                  | 2,316   | 0,5  |
| David W. Stauffer                 | 2,302   | 0,5  |
| Ifeanyichukwu C. Diru             | 1,780   | 0,4  |
| Keisha Lanell Merchant            | 1,755   | 0,4  |
| Genevieve H. Wilson               | 1,588   | 0,3  |
| Michael Cross                     | 1,342   | 0,3  |
| David Beem                        | 1,308   | 0,3  |
| Peter W. Hall                     | 982     | 0,2  |
|                                   |         |      |
| Total                             | 491,445 | 100  |
|                                   |         |      |
| Fuente: Oregon Secretary of State |         |      |

## Primaria republicana

### Candidatos declarados
- Raymond Baldwin.[5]
- Bridget Barton.[13]
- Court Boice.[5]
- David Burch.
- Christine Drazan.[14]
- Jessica Gómez.[15]
- Nick Hess.[16]
- Tim L. McCloud.
- Kerry McQuisten, alcalde de Baker City.[17]
- Brandon Merritt.
- Bud Pierce.[18]
- John Presco.
- Stan Pulliam, alcalde de Sandy.[19]
- Amber Richardson.[6]
- Bill Sizemore.[20]
- Stefan Galen Strek.
- Marc Thielman.
- Bob Tiernan.[21]

### Resultados
| Candidatos                        | Votos   | %    |
| --------------------------------- | ------- | ---- |
|                                   | Votos   | %    |
| Christine Drazan                  | 85,255  | 22,5 |
| Bob Tiernan                       | 66,089  | 17,5 |
| Stan Pulliam                      | 41,123  | 10,9 |
| Bridget Barton                    | 40,886  | 10,8 |
| Bud Pierce                        | 32,965  | 8,7  |
| Marc Thielman                     | 30,076  | 7,9  |
| Kerry McQuisten                   | 28,727  | 7,6  |
| Bill Sizemore                     | 13,261  | 3,5  |
| Jessica Gomez                     | 9,970   | 2,6  |
| Tim L. McCloud                    | 4,400   | 1,2  |
| Nick Hess                         | 4,287   | 1,1  |
| Court Boice                       | 4,040   | 1,1  |
| Brandon C. Merritt                | 3,615   | 0,9  |
| Reed Christensen                  | 3,042   | 0,8  |
| Amber Richardson                  | 1,924   | 0,5  |
| Raymond Baldwin                   | 459     | 0,1  |
| David A. Burch                    | 406     | 0,1  |
| John G. Presco                    | 174     | 0,0  |
| Stefan Galen Strek                | 171     | 0,0  |
|                                   |         |      |
| Total                             | 378,317 | 100  |
|                                   |         |      |
| Fuente: Oregon Secretary of State |         |      |

## Resultados

### Generales
| Elección para gobernador de Oregón 2022 | Elección para gobernador de Oregón 2022 | Elección para gobernador de Oregón 2022 | Elección para gobernador de Oregón 2022 | Elección para gobernador de Oregón 2022 |
| Partido                                 | Partido                                 | Candidato                               | Votos                                   | %                                       |
| --------------------------------------- | --------------------------------------- | --------------------------------------- | --------------------------------------- | --------------------------------------- |
|                                         | Demócrata                               | Tina Kotek                              | 917,074                                 | 46.96%                                  |
|                                         | Republicano                             | Christine Drazan                        | 850,347                                 | 43.54%                                  |
|                                         | Independiente                           | Betsy Johnson                           | 168,451                                 | 8.63%                                   |
|                                         | Constitución                            | Donice N. Smith                         | 8,051                                   | 0.41%                                   |
|                                         | Libertario                              | R. Leon Noble                           | 6,867                                   | 0.35%                                   |
| Escritos                                | Escritos                                | Escritos                                | 2,113                                   | 0.11%                                   |
|                                         |                                         |                                         |                                         |                                         |
| Total                                   | Total                                   | Total                                   | 1,952,883                               | 100                                     |
|                                         |                                         |                                         |                                         |                                         |
| Fuente: Oregon Secretary of State       |                                         |                                         |                                         |                                         |

### Por condado
| Condado    | Kotek (D) | Kotek (D) | Drazan (R) | Drazan (R) | Johnson (I) | Johnson (I) | Smith (C) | Smith (C) | Noble (L) | Noble (L) | Escritos | Escritos | Total   |       |   |       |
| Condado    | Votos     | %         | Votos      | %          | Votos       | %           | Votos     | %         | Votos     | %         | Escritos | Escritos | Total   | Votos | % | Votos |
| ---------- | --------- | --------- | ---------- | ---------- | ----------- | ----------- | --------- | --------- | --------- | --------- | -------- | -------- | ------- | ----- | - | ----- |
| Condado    | Baker     | 1,451     | 16,85      | 6,232      | 72,36       | 821         | 9,53      | 69        | 0,80      | 30        | 0,35     | 9        | 0,10    | 8,612 |   |       |
| Benton     |           |           |            |            |             |             |           |           |           |           |          |          |         |       |   |       |
| Clackamas  |           |           |            |            |             |             |           |           |           |           |          |          |         |       |   |       |
| Clatsop    |           |           |            |            |             |             |           |           |           |           |          |          |         |       |   |       |
| Columbia   |           |           |            |            |             |             |           |           |           |           |          |          |         |       |   |       |
| Coos       |           |           |            |            |             |             |           |           |           |           |          |          |         |       |   |       |
| Crook      |           |           |            |            |             |             |           |           |           |           |          |          |         |       |   |       |
| Curry      |           |           |            |            |             |             |           |           |           |           |          |          |         |       |   |       |
| Deschutes  |           |           |            |            |             |             |           |           |           |           |          |          |         |       |   |       |
| Douglas    |           |           |            |            |             |             |           |           |           |           |          |          |         |       |   |       |
| Gilliam    |           |           |            |            |             |             |           |           |           |           |          |          |         |       |   |       |
| Grant      |           |           |            |            |             |             |           |           |           |           |          |          |         |       |   |       |
| Harney     |           |           |            |            |             |             |           |           |           |           |          |          |         |       |   |       |
| Hood River | 5,846     | 55,75     | 3,537      | 33,73      | 1,009       | 9,62        | 53        | 0,51      | 28        | 0,27      | 13       | 0,12     | 10,486  |       |   |       |
| Jackson    |           |           |            |            |             |             |           |           |           |           |          |          |         |       |   |       |
| Jefferson  |           |           |            |            |             |             |           |           |           |           |          |          |         |       |   |       |
| Josephine  |           |           |            |            |             |             |           |           |           |           |          |          |         |       |   |       |
| Klamath    |           |           |            |            |             |             |           |           |           |           |          |          |         |       |   |       |
| Lake       | 407       | 10,44     | 3,208      | 82,26      | 229         | 5,87        | 11        | 0,28      | 17        | 0,44      | 28       | 0,72     | 3,900   |       |   |       |
| Lane       | 92,287    | 52,19     | 69,571     | 39,35      | 13,274      | 7,51        | 735       | 0,42      | 741       | 0,42      | 211      | 0,12     | 176,819 |       |   |       |
| Lincoln    |           |           |            |            |             |             |           |           |           |           |          |          |         |       |   |       |
| Linn       |           |           |            |            |             |             |           |           |           |           |          |          |         |       |   |       |
| Malheur    |           |           |            |            |             |             |           |           |           |           |          |          |         |       |   |       |
| Marion     |           |           |            |            |             |             |           |           |           |           |          |          |         |       |   |       |
| Morrow     |           |           |            |            |             |             |           |           |           |           |          |          |         |       |   |       |
| Multnomah  |           |           |            |            |             |             |           |           |           |           |          |          |         |       |   |       |
| Polk       |           |           |            |            |             |             |           |           |           |           |          |          |         |       |   |       |
| Sherman    |           |           |            |            |             |             |           |           |           |           |          |          |         |       |   |       |
| Tillamook  |           |           |            |            |             |             |           |           |           |           |          |          |         |       |   |       |
| Umatilla   |           |           |            |            |             |             |           |           |           |           |          |          |         |       |   |       |
| Union      |           |           |            |            |             |             |           |           |           |           |          |          |         |       |   |       |
| Wallowa    |           |           |            |            |             |             |           |           |           |           |          |          |         |       |   |       |
| Wasco      |           |           |            |            |             |             |           |           |           |           |          |          |         |       |   |       |
| Washington |           |           |            |            |             |             |           |           |           |           |          |          |         |       |   |       |
| Wheeler    |           |           |            |            |             |             |           |           |           |           |          |          |         |       |   |       |
| Yamhill    |           |           |            |            |             |             |           |           |           |           |          |          |         |       |   |       |
|            |           |           |            |            |             |             |           |           |           |           |          |          |         |       |   |       |
| Total      |           |           |            |            |             |             |           |           |           |           |          |          |         |       |   |       |